# Alpine (Californie)
Pour les articles homonymes, voir Alpine.
Ne doit pas être confondu avec Alpine (comté de Los Angeles, Californie) ou Alpine (comté de Mendocino, Californie).
Alpine est une census-designated place du comté de San Diego en Californie. Sa population est de 14 236 habitants selon le recensement de 2010.

## Démographie
| Groupe            | Alpine | Californie | États-Unis |
| ----------------- | ------ | ---------- | ---------- |
| Blancs            | 87,3   | 57,6       | 72,4       |
| Autres            | 4,1    | 17,0       | 6,2        |
| Métis             | 3,4    | 4,9        | 2,9        |
| Asiatiques        | 2,2    | 13,1       | 4,8        |
| Afro-Américains   | 1,2    | 6,2        | 12,6       |
| Amérindiens       | 1,6    | 1,0        | 0,9        |
| Océaniens         | 0,3    | 0,4        | 0,2        |
| Total             | 100    | 100        | 100        |
|                   |        |            |            |
| Latino-Américains | 14,6   | 37,6       | 16,7       |

Selon l'American Community Survey, en 2010, 85,31 % de la population âgée de plus de 5 ans déclare parler l'anglais à la maison, 10,34 % déclare parler l'espagnol, 0,78 % l'arménien, 0,50 l'allemand et 3,08 % une autre langue.
| 2000   | 2010   | - | - | - | - |
| ------ | ------ | - | - | - | - |
| 13 143 | 14 236 | - | - | - | - |

## Source
- (en) Cet article est partiellement ou en totalité issu de l’article de Wikipédia en anglais intitulé « Alpine, California » (voir la liste des auteurs).

1. ↑  (en) « Alpine, CA Population - Census 2010 and 2000 », sur censusviewer.com.
2. ↑  (en) « Population of California - Census 2010 and 2000 », sur censusviewer.com.
3. ↑  (en) « American FactFinder - Results », sur factfinder.census.gov.
4. ↑  « Statistiques des États-Unis (Arizona) - Profils des communautés de 2010 » (consulté en novembre 2020)